# Ohm (Fluss)
Die Ohm ist ein 59,8 km langer, südöstlicher und orographisch linker Zufluss der Lahn im Vogelsbergkreis und Landkreis Marburg-Biedenkopf in Mittelhessen (Deutschland).

## Name
Der Fluss wurde um 750–779 („super ripam fluminis Amana“) erstmals schriftlich erwähnt. Der Name leitet sich vermutlich vom germanischen *ama-, *ami- mit der Bedeutung „natürlicher Wasserlauf“ ab. Prinzipiell könnte der Name jedoch auch keltischen Ursprungs sein (von keltisch Amonā).

## Geographie

### Verlauf

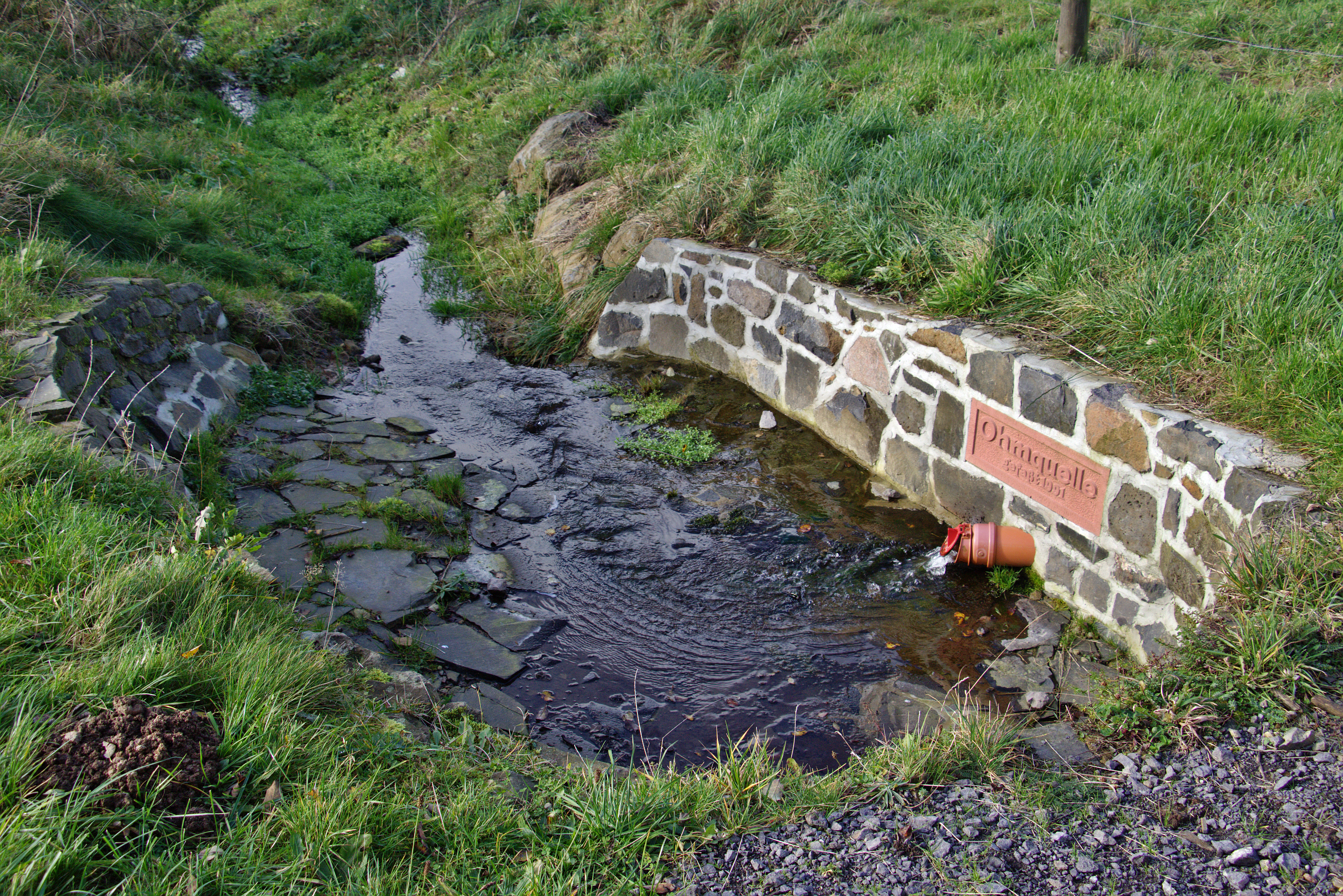
Ohmquelle (gefasst 1991) bei Ulrichstein

Die Ohm entspringt im Vogelsberg östlich von Ulrichstein an der Westflanke des 607,4 m ü. NHN hohen Kopfes auf etwa 577 m Höhe.
Von ihrer Quelle aus fließt sie in westlicher Richtung durch Ulrichstein und Ober-Seibertenrod. Hier richtet sie ihren Lauf in nordöstliche Richtung. Nach dem Passieren von Unter-Seibertenrod erreicht sie das Gemeindegebiet von Mücke und durchfließt die Ortschaften Ober-Ohmen, Ruppertenrod und Wettsaasen. Zwischen Kirschgarten und Nieder-Ohmen mündet auf der linken Seite der Seenbach.
Von hier an fließt die Ohm in nördlicher Richtung über Nieder-Ohmen und erreicht bei Burg-Gemünden das Gemeindegebiet von Gemünden. Bei Nieder-Gemünden nimmt die Ohm die von rechts zufließende Felda auf und wendet ihren Lauf wieder nach Nordwesten. Von hier an bis Homberg hat die Ohm kaum Gefälle.
Homberg wird nach ein paar Kilometern erreicht, die Stadt liegt erhöht auf der rechten Seite des Flusses. Der im Stadtgebiet liegende, 295 m hohe Schlossberg zwingt die Ohm zu einem markanten Bogen. Die Ohm fließt hier noch auf etwa 210 m Höhe. Durch Ober-Ofleiden, wo ein Pegel des Hessischen Landesamtes für Umwelt und Geologie steht, und an Nieder-Ofleiden vorbei setzt die Ohm ihren Weg in nordöstlicher Richtung fort. Das Stadtgebiet von Stadtallendorf durchfließt sie bei Schweinsberg. Hier bildet der Lauf der Ohm eine Flussbifurkation, links vom heutigen Hauptfluss fließt die Alte Ohm, die sich erst wieder bei Amöneburg mit der Ohm vereinigt. Von Schweinsberg bis zur Mündung hat die Ohm kaum noch Gefälle, sie durchfließt das Amöneburger Becken.
Zwischen Rüdigheim und Amöneburg nimmt die Ohm (Alte Ohm) den von links zufließenden Rulfbach auf. Anschließend umfließt sie die 365 m hohe Basaltkuppe der Amöneburg über dem linken Ufer. Hier nimmt die Ohm rechts die von Stadtallendorf-Niederklein kommende Klein auf und passiert Kirchhain, wo die Wohra rechts in sie mündet.
Zwischen Amöneburg, Kirchhain, Groß-, Kleinseelheim und Niederwald durchläuft die Ohm das Hochwasserrückhaltebecken Kirchhain/Ohm und nimmt den von links kommenden Würf auf. Im weiteren Verlauf liegen Schönbach links und Anzefahr rechts vom Fluss. Zwischen Anzefahr und Bürgeln passiert die Ohm an der Hainmühle einen zweiten Pegel. Bei Bürgeln erreicht die Ohm das Gemeindegebiet von Cölbe.

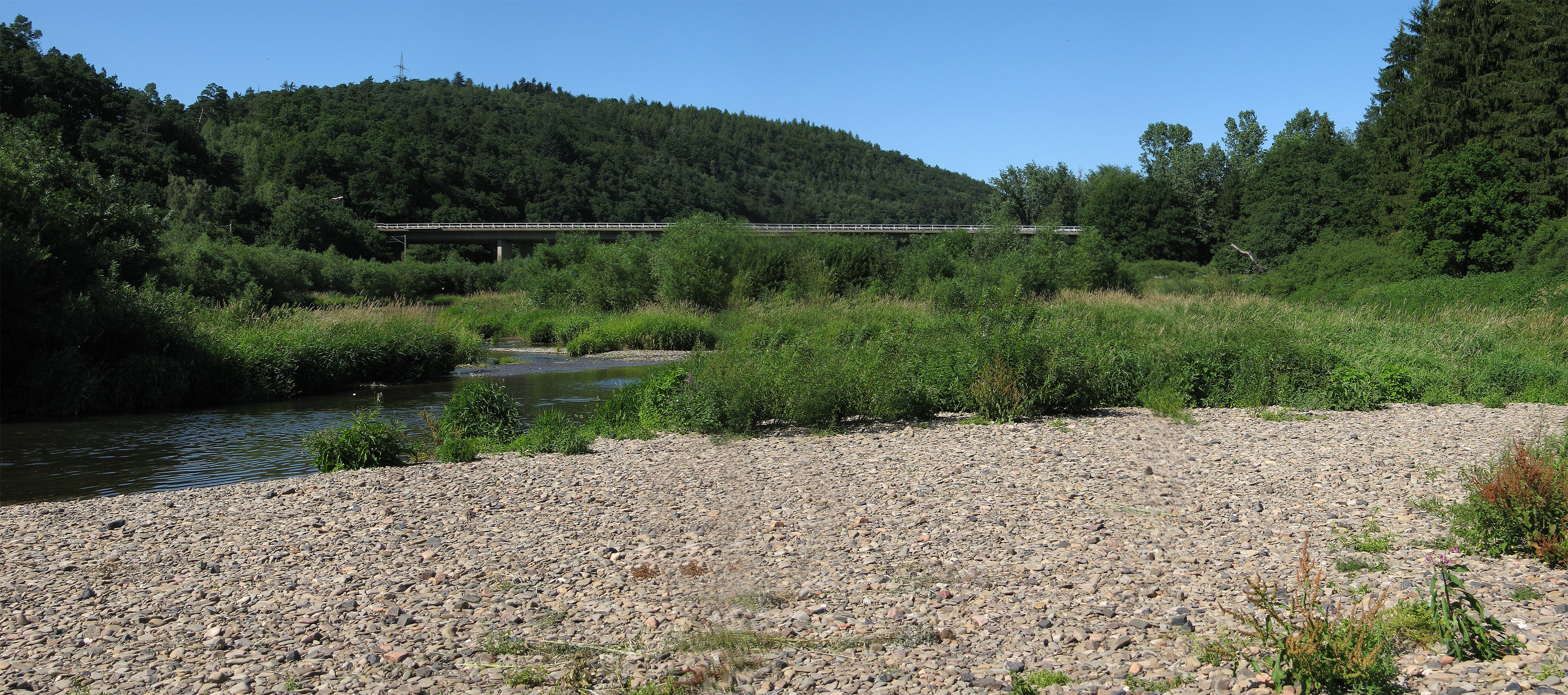
Renaturierte Mündung der Ohm in die Lahn

Bis zu ihrer Mündung in die Lahn am Cölber Eck bildet sie nun die Grenze zwischen Marburg und Cölbe. Ihre Mündung liegt auf etwa 188 m Höhe, so dass sie auf ihrem 59,8 km langen Weg rund 389 m an Höhe verloren hat.
Beachtenswert ist, dass sie auf dem 32 km langen Abschnitt vom Zufluss der Felda bis zur Mündung in die Lahn nur noch 32 Höhenmeter an natürlichem Gefälle hat, was einem Sohlgefälle von 1,00 ‰ entspricht.

### Einzugsgebiet
Das 983,76 km² große Einzugsgebiet der Ohm erstreckt sich von den zum Osthessischen Bergland gehörenden Naturräumen Hoher Vogelsberg und Unterer Vogelsberg bis zu den im Westhessischen Berg- und Senkenland liegenden Naturräumen Vorderer Vogelsberg, Amöneburger Becken und Marburg-Gießener Lahntal. Sie entwässert es über die Lahn und den Rhein zur Nordsee.
Das Einzugsgebiet der Ohm grenzt
- im Nordosten und Osten an das Einzugsgebiet der Schwalm, die über die Eder und die Fulda in die Weser entwässert;
- im Südosten an das der Schlitz, die in die Fulda mündet;
- im Süden an das der Nidda, die über den Main in den Rhein entwässert;
- im Südwesten an das des Niddazuflusses Wetter;
- im Westen an das der Lahn und
- im Norden an das der Eder.

### Nebenflüsse
Die wichtigsten Zuflüsse der Ohm von der Quelle (577 m) bis zur Mündung (188 m) in die Lahn sind:
| Name                   | Seite  | Länge (km) | EZG (km²) | Abfluss (MQ; l/s) | Ohm- km | Mündungshöhe (m ü. NHN) | Mündungsort                                                 | DGKZ      |
| ---------------------- | ------ | ---------- | --------- | ----------------- | ------- | ----------------------- | ----------------------------------------------------------- | --------- |
| Steinbach              | links  | 5,0        | 4,166     | 57,5              | 10.6    | 316                     | hinter Ober-Ohmen                                           | 2582-16   |
| Marsbach               | links  |            |           |                   | 13,8    | 316                     | hinter Ruppertenrod                                         |           |
| Seenbach               | links  | 18,3       | 96,493    | 1288,4            | 16,9    | 264                     | hinter Kirschgarten, von Merlau kommend                     | 2582-2    |
| Goldgraben             | links  | 2,0        |           |                   | 19,9    | 251                     | in Mücke-Nieder-Ohmen                                       | 2582-3118 |
| Kuchenbach             | rechts | 1,6        |           |                   | 20,1    | 250                     | in Mücke-Nieder-Ohmen                                       | 2582-3192 |
| Goldbach               | links  | 1,6        | 8,372     |                   | 22,4    |                         | zwischen Nieder-Ohmen und Burg-Gemünden                     | 2582-338  |
| Ransbach               | rechts | 6,3        | 8,372     |                   | 23,0    |                         | zwischen Nieder-Ohmen und Burg-Gemünden                     | 2582-34   |
| Fuchsbach              | links  | 1,9        |           |                   | 25,1    | 220                     | nördlich von Burg-Gemünden                                  | 2582-394  |
| Felda                  | rechts | 29,9       | 107,383   | 1276,4            | 26,5    | 220                     | bei Nieder-Gemünden                                         | 2582-4    |
| Hirschbach             | rechts | 3,0        |           |                   |         | 220                     | nördlich von Nieder-Gemünden                                | 2582-512  |
| Krebsbach (Pferdsbach) | links  | 6,8        | 12,175    | 90,8              | 30,6    | 215                     | vor Homberg                                                 | 2582-54   |
| Schechenbach           | links  |            |           |                   |         | 209                     | bei Homberg                                                 |           |
| Michelbach             | rechts | 2,2        |           |                   | 32,1    |                         | in Homberg                                                  | 2582-5512 |
| Schadenbach            | links  | 7,0        | 18,448    | 127,7             | 33,7    | 207                     | bei Homberg                                                 | 2582-552  |
| Pferdsgraben           | links  | 2,3        |           |                   | 40,1    |                         | westlich von Erfurtshausen in den Burggraben                | 2582-5616 |
| Erfurtshäuser Bach     | links  | 3,7        | 6,282     | 45,8              | 40,1    | 200                     | bei Schweinsberg in den Burggraben                          | 2582-562  |
| Lamborn                | links  | 3,8        |           |                   |         | 200                     | in der nordöstlichen Gemarkung von Mardorf in die Alte Ohm  |           |
| Rulfbach               | links  | 9,2        | 26,256    | 174,1             | 43,6    | 196                     | in der südöstlichen Gemarkung von Amöneburg in die Alte Ohm | 2582-58   |
| Klein                  | rechts | 23,2       | 163,145   | 1122,9            | 45,2    | 194                     | in der südlichen Gemarkung von Kirchhain, nahe der Fort-M.  | 2582-6    |
| Wohra                  | rechts | 33,8       | 285,878   | 2010,3            | 48,7    | 192                     | hinter Kirchhain                                            | 2582-8    |
| Würf                   | links  | 8,0        | 22,998    | 121,8             | 50,3    | 191                     | bei Großseelheim                                            | 2582-914  |
| Bauerbach              | links  | 4,0        |           |                   | 51,8    |                         | nördlich von Großseelheim                                   | 2582-9312 |
| Schönbach              | links  | 1,3        |           |                   | 52,1    |                         | bei Schönbach                                               | 2582-9314 |
| Wöhlgraben             | rechts | 3,7        |           |                   | 53,1    |                         | bei Kirchhain-Anzefar                                       | 2582-9392 |
| Teufelsgraben          | rechts | 4,9        |           |                   | 54,6    |                         | hinter Anzefahr                                             | 2582-9394 |
| Rotes Wasser           | rechts | 18,6       | 50,961    | 221,1             | 58,0    | 189                     | hinter Bürgeln                                              | 2582-96   |

Anmerkung: Zur besseren Übersicht bzw. zur Sortierung flussabwärts sind in die DGKZ-Ziffern nach der 2582 – Ohm – Bindestriche eingefügt.

### Zur Hauptflussfrage
Insbesondere innerhalb des Vogelsberges ist die namentliche Ohm nur einer von vielen Hauptflüssen. Trägt sie an der Felda-Mündung (50,696078° N, 9,04647° O) am Unteren Vogelsberg noch den Löwenanteil (MQ: 1933,3 l/s gegenüber 1276,4 der Felda) bei, so führt ihr deutlich oberhalb, bei der Seenbach-Mündung (50,63134° N, 9,0372° O) (mit 396,2 l/s), dieser „Nebenfluss“ den Abfluss eines dreimal so wasserreichen (1288,4 l/s) Einzugsgebietes zu.

## Mühlen und Hochwasserschutz
Entlang der Ohm waren bis in die 1970er Jahre hinein zahlreiche Mühlen in Betrieb, von denen ein Großteil bis heute erhalten ist.
| Name (frühere Namen)                            | Lage | Erst- erwähnung    | Einstellung Mahlbetrieb                                   | Bild                                                                                              |
| ----------------------------------------------- | --- | ------------------ | --------------------------------------------------------- | ------------------------------------------------------------------------------------------------- |
| Luchmühle                                       | 0,5 km oberhalb Ober-Ohmen 50,61574° N, 9,12285° O |                    | Ende des 19. Jahrhunderts                                 |                                                                                                   |
| Rahnsmühle                                      | 1 km oberhalb Ruppertenrod 50,61455° N, 9,096606° O |                    | 1945                                                      |                                                                                                   |
| Obermühle                                       | am Ortsrand von Ruppertenrod 50,61942° N, 9,091911° O | 1800               | 1972                                                      |                                                                                                   |
| Brückenmühle                                    | in Ruppertenrod 50,621054° N, 9,085184° O |                    | vor 1970                                                  | Das Wasserrad befand sich an dem flachen Gebäude etwa hinter dem Pfeilwegweiser Ortshinweisschild |
| Nikolausmühle                                   | zwischen Ruppertenrod und Wettsaasen 50,62875° N, 9,06934° O |                    | 1965                                                      |                                                                                                   |
| Wettsaaser Mühle                                | in Wettsaasen 50,632363° N, 9,063815° O | vor 1850           | 1960                                                      |                                                                                                   |
| Dorfmühle Kirschgarten                          | Ortsmitte Kirschgarten |                    | 2. Hälfte 20. Jahrhundert                                 |                                                                                                   |
| Katzenmühle (Papiermühle)                       | Nieder-Ohmen, Ausfallstraße nach Kirschgarten 50,64277° N, 9,03623° O | 1577               | 1960                                                      |                                                                                                   |
| Kirschmühle                                     | Nieder-Ohmen 50,64529° N, 9,033031° O | 1589               | Mitte 20. Jahrhundert                                     |                                                                                                   |
| Frohnmühle (Eisenachmühle, Hintergässer Mühle)  | Ortsmitte Nieder-Ohmen 50,64265° N, 9,03642° O | 1492               | 1976                                                      |                                                                                                   |
| Schmittermühle                                  | Ortsmitte Nieder-Ohmen 50,650025° N, 9,032834° O | 1606               | 1966                                                      |                                                                                                   |
| Langwiesenmühle (Abriss 1960)                   | Grubenbacher Straße, Nieder-Ohmen | vor 1709           | um 1890                                                   |                                                                                                   |
| Trohemühle                                      | unbekannt (Nieder-Ohmen) | 1590               | um 1600                                                   |                                                                                                   |
| Königsaaser Mühle                               | Königsaasen, 2 km unterhalb von Nieder-Ohmen 50,66177° N, 9,02975° O | 1227               | zum Ersten Weltkrieg anschließend bis 1963 Stromerzeugung |                                                                                                   |
| Dorfmühle Burg-Gemünden (Schwabesmühle)         | nordöstlich des alten Dorfkerns von Burg-Gemünden 50,68222° N, 9,03902° O | 1582               | 1972 seit 1982 Stromerzeugung                             |                                                                                                   |
| Dicknertsmühle                                  | 50,705981° N, 9,039055° O |                    |                                                           |                                                                                                   |
| Oberste Mühle                                   | 50,723355° N, 8,99975° O |                    |                                                           |                                                                                                   |
| Sandmühle Homberg                               | 50,72314° N, 8,99357° O |                    |                                                           | Digitalisiertes Dia                                                                               |
| Herrenmühle                                     | 50,724506° N, 8,989676° O |                    |                                                           |                                                                                                   |
| Hainmühle Homberg                               | 50,72774° N, 8,99349° O |                    |                                                           |                                                                                                   |
| Steinsmühle                                     | Koordinaten fehlen! Hilf mit. |                    |                                                           |                                                                                                   |
| Brauer Mühle (Herrenmühle)                      | 50,734283° N, 8,982528° O |                    |                                                           | auch Brauermühle genannt                                                                          |
| Aumühle                                         | 50,752175° N, 8,969494° O |                    |                                                           |                                                                                                   |
| Ohäuser Mühle                                   | 50,759379° N, 8,955692° O |                    |                                                           |                                                                                                   |
| Talmühle                                        | Koordinaten fehlen! Hilf mit. |                    |                                                           |                                                                                                   |
| Mühle zu Grebendorf aufgegeben um 1200          | Koordinaten fehlen! Hilf mit. |                    |                                                           |                                                                                                   |
| Brücker Mühle                                   | Amöneburg, OT Brück 50,79345° N, 8,9378° O | 1248               | in Betrieb                                                | weitere Bilder                                                                                    |
| Fiddelmühle abgerissen 1557/58                  | Gemarkung Amöneburg, Flurname: Fiddemühle ca. 500-600 Meter unterhalb der Brücker-M., 1553 der Fedelmoller, 1553 Schleuse zw. Brucker und Viedelmoln 1557/58 die Fiedelmoln, 1663 Fiddemühlspfad, Fidelgraben |                    |                                                           |                                                                                                   |
| Mühle Heuchelheim (Amöneburg)                   | Gemarkung Amöneburg: Heuchelheim (Siedlungsstelle), links und rechts der Landesstraße 3073, in Nähe des heutigen Fischteiches gelegen. Der beurkundete Verkauf der Mühle erfolgte am 1. Mai 1388. „Molenstad zu Huchelheim uffe der Amen undir Ameneburg gelegen“ = Die Mühlstatt zu Heuchelheim an der Ohm unter Amöneburg gelegen. Die Ohm nahm damals von der Brücker M. nach Kirchhain einen anderen Verlauf. Das Flussbett lag näher am Fuß der Amöneburg und die Heuchelheimer Mühle stand an diesem ehemaligen Flussabschnitt, der heute nicht mehr existiert. | 1248 Hof und Mühle | vor 1400                                                  |                                                                                                   |
| Hole Mühle aufgegeben im 16. Jahrhundert        | Koordinaten fehlen! Hilf mit. |                    |                                                           |                                                                                                   |
| Radenhäuser Mühle aufgegeben im 16. Jahrhundert | Die Siedlung Radenhausen wurde erstmals zwischen 750 und 779 in Fuldaer Klosterurkunden genannt. 1285 vermachte Elisabeth von Radenhausen ihren Anteil an der Mühle zu Radenhausen dem Deutschen Orden. Aus dem Jahre 1723 liegt ein präziser Grundrissplan vom damaligen Alt-Radenhausen vor. Danach verlief die Alte Ohm mitten durch Alt-Radenhausen und teilte den Hof in einen hessischen und einen mainzischen Teil. Im Dreißigjährigen Krieg wurde der Hof zerstört und 1656/57 auf der rechten Seite der Alten Ohm, auf der mainzischen Seite, wieder aufgebaut. 1555 lag Alt-Radenhausen "herwerts der alten Ohme in der von Kirchhain einfahrt", so beschreibt es eine alte Urkunde. Wie lange der Mühlenbetrieb aufrechterhalten werden konnte, ist nicht präzise überliefert. Lokalisierung: Während die Ohm ihren Weg vorbei an Kirchhain fortsetzte, zweigte die Alte Ohm südlich von Kirchhain vom Hauptfluss ab und verlief in westlicher Richtung nach Alt-Radenhausen, das damals rechts der heute dort verlaufenden Landesstraße 3088 angesiedelt war, etwa im Bereich der Radenhäuser Lache. Es ist noch anzumerken, dass die damalige Ohm im Flussabschnitt zwischen Brücker M. und Kirchhain ein anderes Flussbett hatte als heute. Der Standort von Hof Radenhausen hat sich mehrmals verändert und befindet sich seit 1786 links der Landesstraße 3088. | 1285               |                                                           |                                                                                                   |
| Mühle Gerende aufgegeben nach 1485              | Koordinaten fehlen! Hilf mit. |                    |                                                           |                                                                                                   |
| Mühle Brunsfort aufgegeben nach 1485            | Koordinaten fehlen! Hilf mit. | 1485               | nach 1485                                                 |                                                                                                   |
| Wasechenmühle                                   | vermutlich unterhalb Amöneburg, nahe Magdalenenkapelle | 1248               | nach 1248                                                 |                                                                                                   |
| Pulvermühle                                     | Amöneburg | 1598               | 1613                                                      |                                                                                                   |
| Hirsenmühle                                     | Niederwald, gegenüber der Grindelmühle | 1282               | 1864                                                      |                                                                                                   |
| Grindelmühle                                    | Ortsausgang Schönbach, Richtung Großseelheim 50,830825° N, 8,860452° O | 11. Jahrhundert    | 1952                                                      | weitere Bilder                                                                                    |
| Ordensmühle                                     | südlicher Ortsrand von Anzefahr 50,844105° N, 8,863097° O | 1362               | 1961                                                      | weitere Bilder                                                                                    |
| Hainmühle                                       | bei Betziesdorf 50,849172° N, 8,837256° O | 1555               | 1961 seit ca. 2000 Stromerzeugung                         | weitere Bilder                                                                                    |

Anmerkungen zur Lokalisierung der vorstehend aufgeführten Mühlen:
Die Koordinaten und Benennung der Positionen einiger Mühlen, die in der vorstehenden Auflistung erfasst sind, ist nicht sicher zu bestimmen, da deren Existenz nur aus wenigen historischen Aufzeichnungen bekannt ist und keine Lagekarten existieren, die den Standort exakt angeben. Überdies standen einige dieser Mühlen nicht am heutigen Ohmverlauf, denn wie viele andere Wasserläufe fließt auch die Ohm abschnittsweise nicht mehr in ihrem in alter Zeit selbst geschaffenen, gewundenen Flussbett. Die ersten Veränderungen des Flussverlaufes nahm man bereits bei der Errichtung der Wassermühlen vor. Wehre stauten das Wasser und teilten es ab in Mühl- und Flutgräben. Mitte des vorigen Jahrhunderts sicherten einige Gemeinden ihre Wohnsiedlungen durch Dämme. Dies erfolgte unten am Lauf, wo die Ohm vielerorts immer größer werdende Bäche und Nebenflüsse aufnimmt. Überschwemmungen im Frühjahr verhalfen den Ohmwiesen zwar zu ertragreichem Graswachstum, in ohnehin regenreichen Jahren aber waren sie für die Landwirtschaft eher nachteilig. Einige Gemarkungbereiche drohten zu versumpfen, Krankheiten brachen im Viehbestand der Bauern aus, deren Tiere auf den nassen Ohmwiesen weideten. Zwischen Schweinsberg und Rüdigheim führte man bereits 1863/1864 kleinere Regulierungen durch. Durch einen Ohmdurchstich wurde ein sehr ausgeprägter Mäander beseitigt, um damit dort den Abfluss des Flusses zu beschleunigen. Schon bald, in den Jahren 1869/1870, kam ein weiterer Durchstich nahe der Gemarkungsgrenze zu Amöneburg im Flurbereich Grebendorf hinzu. Von 1884 bis 1885 wurden auch in der Schweinsberger Gemarkung umfangreiche Ohmregulierungsmaßnahmen vollzogen, die die Umbauten der Wasserstauung beider in der Gemarkung liegender Mühlen umfassten. Weitaus größere Veränderungen nahm nach der Flut im Jahre 1947 vor, nachdem man erkannt hatte, dass die Gefahr von Hochwasser im Ohmtal nicht allein durch einen schnelleren Ablauf gebannt werden konnte, sondern dass auch Speicherung bzw. Stauung der Ohm dazukommen müssten. Mitte 1952 wurde daher mit dem umfangreichen Bau des Ohmrückhaltebeckens bei Kirchhain begonnen sowie eines Sandfanges in der Wohra kurz vor deren Mündung in die Ohm bei Kirchhain. Ziel war es, Wasser in größerem Umfang stauen zu können. Bei Schönbach wurde eine Stauschleuse gebaut, die drei Durchflüsse von je 6,10 Meter besitzt und die 1956 fertiggestellt wurde. Die Ohm erhielt von Kirchhain bis Schönbach ein neues, breiteres Bett mit flach auslaufenden Bereichen. Ähnliche Maßnahmen wurden auch flussaufwärts bis hinauf über die Brücker Mühle ergriffen. Untere Wohra und Klein, Nebenflüsse der Ohm, erhielten bei Kirchhain neue Wege zugewiesen. Alte Nebenarme der Ohm, an denen vor Jahrhunderten Mühlen gestanden hatten, aber auch größere wasserzuführende Gräben wurden zugeschüttet bzw. eingeebnet oder auch umgelegt in ein verändertes Grabensystem. In den Jahren 1963 bis 1965 wurde durch entsprechende Baumaßnahmen auch Schweinsberg stärker vor Hochwasser geschützt. Immer wieder war auch dort in der Vergangenheit die Ohm über ihr Bett hinausgetreten und hatte so manches Jahr innerorts alle tiefer liegenden Grundstücke überflutet, darunter auch den zentral gelegenen Marktplatz. Der Mühlgraben wurde zugeschüttet und ein neues Wehr ohmabwärts in nordwestlicher Richtung gebaut. Ein Damm ummantelt bis heute Schweinsberg, der sich nur in östlicher Richtung öffnet. Zur Sicherung der Ohmtalbahn erhöhte man auch geringfügig deren parallel zur Ohm verlaufenden Bahndamm. Zudem wurde nordöstlich von Schweinsberg eine Umgehungsstraße auf einem erhöhten Damm gebaut, der nun ebenfalls stauen kann. Ähnlich verfuhr man mit der von Schweinsberg vorbei an der Ohäuser Mühle nach Erfurtshausen führende K 24. Ein im Norden liegender Polder wird seither durch ein Schöpfwerk bei starken Regenfällen entwässert. In der Ohmebene westlich von Kirchhain nahe Hof Radenhausen, Klein- und Großseelheim, Schönbach, Niederwald und in der südlichen Gemarkung von Kirchhain sichern, wie in der Gemarkung um Schweinsberg, seither Dämme und ein System höher liegender Straßen die Gemeinden vor dem eindringenden Wasser der Ohm, das vor allem bei Starkregen oder auch im Frühjahr durch die einsetzende Schneeschmelze im Hohen Vogelsberg gestaut wird. Wiesen und Weiden im Ohmtal um Amöneburg verwandeln sich dann in einen großen See.